# Privilégio parlamentar
O privilégio parlamentar, também conhecido por privilégio absoluto, é um mecanismo legal empregado dentro dos corpos legislativos de países cujas constituições baseiam-se no sistema Westminster. Noutras legislaturas, um mecanismo similar se conhece por imunidade parlamentar.

## Privilégio Parlamentar no Reino Unido
No Reino Unido, permite-se a membros das Câmaras dos Lordes (House of Lords) e dos Comuns (House of Commons) falarem livremente ante a essas Casas sem temor a acções legais no marco da difamação. Também significa que quando um membro acha-se dentro dos recintos do Palácio de Westminster, não se pode apreender por causas civis; não há, porém, imunidade a apreensão sob jugo criminal. Uma das consequência do privilégio de liberdade de expressão, da qual os legisladores nos sistemas de Westminster veem-se privados por convenções de suas Câmaras, é a de implicar que outro membro esteja proferindo libelo ou calúnia.  (veja-se linguagem antiparlamentar) 
Os direitos e privilégios dos membros supervisionam-se pelo Comitê sobre Estandartes e Privilégios. Se um membro da casa infringe as regras, então poderá ser sancionado-  inclusive expulso da Câmara. Tais infrações incluem dar falso testemunho ante um comitê da Câmara e aceitar subornos.
Também aplicam-se direitos similares a outros países adeptos ao sistema Westminster, como Austrália e Canadá. Ademais, embora a legislatura dos Estados Unidos da América não se haja baseado na de Westminster, o sistema de privilégios norteamericano sustenta-se na prática de Westminster.
O privilégio parlamentar é polêmico por sua susceptibilidade a abusos; um membro pode valer-se dele para proferir alegações perniciosas que comumente reprovar-se-iam por leis de difamação, sem antes determinar se aquelas alegações bastam-se sólidas. Na Austrália, tais abusos lhe ganharam ao parlamento a alcunha de "castelo covarde" - um sítio em que pode-se atacar ao outro enquanto se desfruta de imunidade por suas supracitadas arremetidas.

## Privilégios Parlamentares da Câmara dos Comuns do Reino Unido
Os direitos e privilégios antigos e indubitáveis dos Comuns são demandados pelo presidente da câmara ao início de cada novo parlamento:
- Liberdade de expressão;
- Imunidade a apreensão, em escopo civil[3];
- Acesso dos Comuns à Coroa (mediante seu presidente); e
- Que a construção mais favorável deve estabelecer-se sobre as deliberações dos Comuns.

Privilégios não tão demandados:
- Direito da Câmara a regular sua própria composição;
- Direito da Câmara a regular seus próprios procedimentos internos
- Direito de castigar a membros e "estranhos" por infracção do privilégio e desacato;
- Direito de impugnação; e
- Imunidade à interferência.

## Privilégio Parlamentar no Canadá
No Canadá, tanto o Senado Federal, como a Câmara dos Comuns, assim como as assembléias legislativas provinciais, seguem a definição de privilégio parlamentar oferecida pela autoridade parlamentar britânica, via tratado de Erskine May sobre a Lei, os Privilégios, Procedimentos e uso do Parlamento, que o definem como " a suma dos direitos peculiares desfrutados colectivamente por cada Câmara como parte constituinte da Alta Corte Parlamentar, e individualmente por membros de cada Câmara, sem os quais não podem cumprir (...) os privilégios do parlamento são direitos imperativos para o exercício de seus poderes. Ora, desfrutam-se por membros individuais, pois a Câmara pode levar a cabo suas funções sem uso permitido do serviço de seus membros, e por cada Câmara para a protecção de seus membros e a reivindicação de sua própria autoridade e dignidade".
A regra pela qual se aplica  privilégio parlamentar é aquela que não pode exceder os poderes, prerrogativas e imunidades do Parlamento Imperial qual se sustentou em 1867, quando escreveu-se a primeira constituição.